# Stina Nilsson (textilkonstnär)
Stina Amalia Nilsson, (Stina i Taserud), född 30 september 1894 i Arvika landsförsamling, död 21 juni 1986, var en svensk mönstertecknare och textilkonstnär.
Nilsson studerade mönsterteckning vid Tekniska skolan i Stockholm 1910–1912. Hon satte upp en egen vävstuga på Björkåsen i Taserud som blev en samlingspunkt för släkt och konstnärsvänner.
Hon var med i den gruppen som 1922 startade Arvika Konsthantverk, efter några år bröt hon sig ur gruppen. Med stöd av morbröderna Christian Eriksson och Elis Eriksson etablerade hon 1933 Taserudsboden i Arvika som var verksam fram till 1977. I butiken sålde hon egna produkter från vävstugan men också lokalt tillverkad konsthantverk. 
Delar av hennes textilkonst visades i utställningen Kvinnorna på Rackstadmuseet i Arvika 1996.